# 市村今朝蔵
市村 今朝蔵（いちむら けさぞう、1898年10月8日 - 1950年6月9日）は、日本の政治学者、地主。日本女子大学教授、早稲田大学教授を歴任。日本女子大学理事、森村学園理事、明星学園理事長等を歴任。

## 来歴
長野県北佐久郡東長倉村（現・軽井沢町）出身。雨宮敬次郎の妻の末弟・市村藤吉の子。旧制上田中学第15回卒業。早稲田大学政経学部卒。1923年4月、山岡製紙工場の娘・きよじと結婚。大山郁夫に師事、友人の我妻栄とシカゴ大学に学び、1925年帰国。次女信江は建築家・三輪正弘の妻、三女の令子は我妻洋の妻となる。軽井沢の大地主で、別荘地を開拓し、近衛文麿から雨宮荘を譲り受けた。
欧米遊学後、日本女子大学教授、早稲田大学講師を務める。長年にわたり日本女子大学教授を務めた後、1950年4月に早稲田大学教授に就任した。早稲田大学教授就任から2か月後の1950年6月9日、早稲田大学にて講義中、脳溢血に倒れ死亡。葬儀は早稲田大学政治経済部葬が執り行われた。

## 軽井沢南原・友達の村
1932年、市村は松本重治、蠟山政道、我妻栄らに呼びかけ、軽井沢南原で学者仲間を集め別荘地「友達の村」をつくった。当時の日本の当時代表的な知識人たちが参加した。その村には子供が参加でき、参加した多くの子供たちが現代の日本においてリーダーとして活躍する。
松本重治、蝋山政道、我妻栄の他、松田智雄、吾妻光俊、井上秀、黒川武雄、野村胡堂、前田多門らがこの学者村に別荘を建てた。
この別荘コミュニティは、「財団法人軽井沢南原文化会」として、現在でも存続している。
なお、市村が近衛文麿から譲り受けたあめりか屋設計の洋館別荘は、現在南原から離山麓に移築され、「市村記念館」として一般公開されている。

## 鳩山一郎への翻訳依頼
市村はナチス・ドイツに対し言論上の大戦争を展開した欧州統合の先駆者リヒャルト・ニコラウス "栄次郎" クーデンホーフ＝カレルギー伯爵の英訳書籍『The Totalitarian State against Man』の翻訳を鳩山一郎に託した。市村は松本重治からこの本を借りていた。市村の死後、鳩山はその本を『自由と人生』として出版した。
市村・鳩山らによるクーデンホーフ＝カレルギー伯爵の書物を巡る関係と、それとは別の線上に進行していた元・外交官鹿島守之助博士（鹿島建設）とクーデンホーフ＝カレルギー伯爵の交友関係、これらは後に融合することになる。

## 著書

### 単著
- 『近世政治思想史 フランス革命ヨリロシヤ革命マデ』京文社、1927年2月。NDLJP:1268609 NDLJP:1453847。
- 『再組織された英国の経済』改造社、1939年3月。NDLJP:1277850。
- 『英国の憲法』政治教育協会〈国民大学文庫 2〉、1946年5月。
  - 『英国の憲法』（増補版）政治教育協会〈国民大学文庫 2〉、1947年12月。
  - 『英国の憲法』（第2刷）国土社〈国民大学文庫 2〉、1949年5月。
- 『英国に於ける憲政の理論と実践 国王篇』日本教育出版社、1948年1月。NDLJP:1151374 NDLJP:1712006。
- 『政治概論 第1分冊』日本女子大学通信教育部〈日本女子大学家政学部通信講座〉、1949年5月。
- 『政治概論 第2分冊』日本女子大学通信教育部〈日本女子大学家政学部通信講座〉、1949年8月。
- 『政治概論 第3分冊』日本女子大学通信教育部〈日本女子大学家政学部通信講座〉、1949年10月。
- 『英国政党論』世界書院、1949年12月。
- 『日本国憲法』日本女子大学通信教育部〈日本女子大学家政学部通信講座〉、1950年6月。
- 『政治概論』有斐閣、1951年6月。ISBN 9784641622203。
- 『英国憲政の理論と実践 内閣篇』有斐閣、1952年6月。ISBN 9784641913431。
- 『英国憲政の理論と実践 行政篇』有斐閣、1954年1月。ISBN 9784641913424。

### 翻訳
- ラスキー『政治学範典』春秋社〈世界大思想全集 64〉、1932年6月。
- ジェニングス『西ヨーロッパ聯邦論』大東書館〈国際関係研究叢書 第3巻〉、1942年5月。

## 読書案内
- 加藤恭子、我妻令子共著『メガホンの講義 文化人類学者・我妻洋の闘い』文芸春秋 1987